# Augusto Giacometti

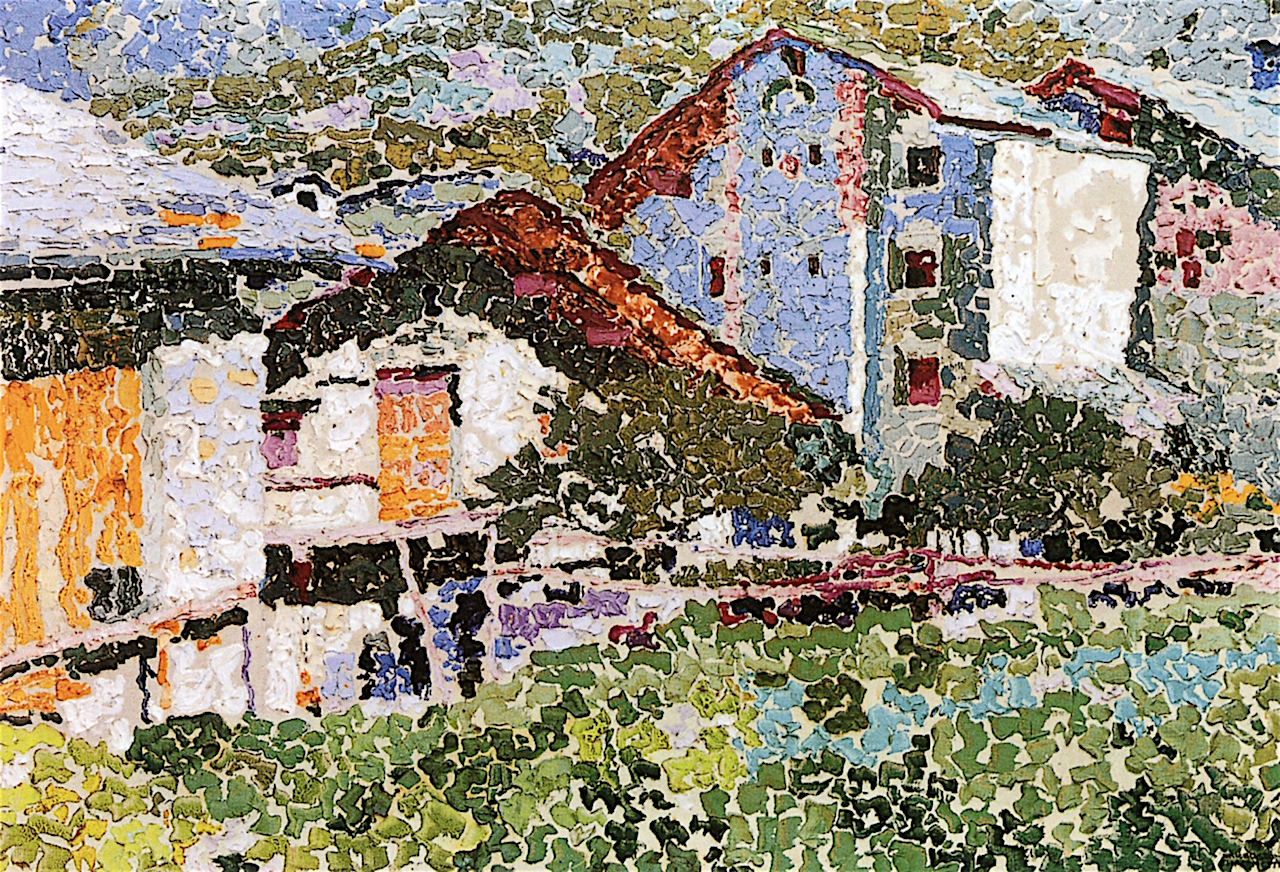
Augusto Giacometti: Moje miejsce urodzenia (1914)

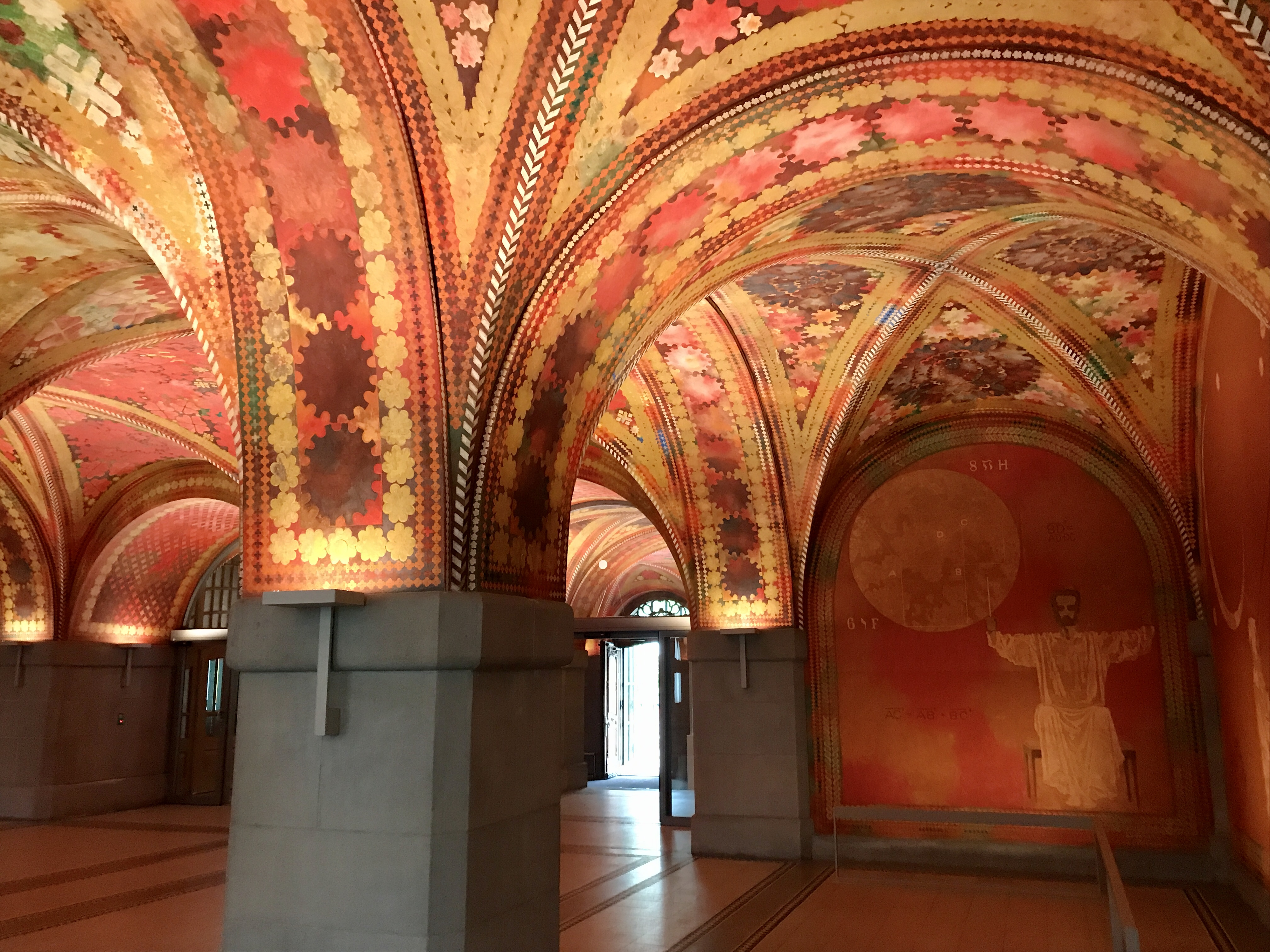
Augusto Giacometti: Freski w Blüemlihalle (1923–1925)

(ur. 16 sierpnia 1877 w Stampie, zm. 9 czerwca 1947 w Zurychu) – szwajcarski malarz.

## Życiorys
Jego rodzicami byli Giacomo Giacometti i Marta z domu Stampa, chłopi. Augusto Giacometti był kuzynem innego malarza Giovanniego Giacomettiego, ale, wedle tego ostatniego, nie utrzymywał z nim kontaktów, podobnie jak z mieszkającym z Augustem jednocześnie w Zurychu innym krewnym, prawnikiem Zaccarią Giacomettim. Nie zawarł związku małżeńskiego.
Uczęszczał do szkół w Stampie, Zurychu i Chur. W latach 1894–1897 uczył się zawodu nauczyciela rysunku w szkole sztuki użytkowej w Zurychu. Zainspirowany ilustrowanym w stylu art nouveau wzornikiem „Roślina i jej zastosowanie ornamentalne” Eugène’a Grasseta wyjechał do Paryża. Studiował w Ecole Nationale des Arts Décoratifs, Académie Colarossi i został uczniem Grasseta. W tym okresie powstały niewielkie pastele abstrakcyjne oraz prace pod wpływem sztuki japońskiej i art nouveau.
W latach 1902–1915 mieszkał we Florencji, gdzie od 1908 uczył rysunku w prywatnej uczelni artystycznej. Jego twórczość z tego okresu nosi wpływy sztuki wczesnego renesansu, z którą zapoznawał się w tym mieście, oraz symbolizmu. Lata 1912–1917 są uważane za szczytowy okres jego twórczości, kiedy powstały wielkoformatowe, abstrakcyjnie dzieła zapowiadające taszyzm. W 1915 wrócił z Florencji do Zurychu, gdzie zamieszkał na stałe, okresy letnie spędzając w rodzinnej Stampie. W mieście poznał tamtejszych kolekcjonerów Richarda Kislinga i Alfreda Rütschiego. W 1917 miał kontakty z dadaistami, a między 1918 a 1920 rokiem należał do grupy artystycznej Das Neue Leben.
Od 1918 roku Giacometti zmienił styl, porzucając przestrzenność i plastyczność dotychczasowych dzieł na rzecz poszukiwań czystej barwy. W jego malarstwie zauważalne były wrażenia z wyjazdów zagranicznych do Paryża, Włoch, Niemiec, Holandii, Anglii, Norwegii i północnej Afryki.
Od 1929 uzyskiwał liczne zamówienia na freski i projekty witraży do budowli świeckich i sakralnych. Jego dziełem są freski pokrywające ściany i sufit Blüemlihalle – sali wejściowej miejskiej komendy policji w Zurychu, co uczyniło z niej atrakcję turystyczną, a także witraże w zuryskich kościołach Grossmünster i Fraumünster.
Od 1940 Giacometti powrócił do naturalizmu i zaczął malować obrazy figuratywne: martwe natury z kwiatami, krajobrazy i autoportrety.
W latach 1934–1947 był członkiem Federalnej Komisji Sztuki, w tym od 1939 do 1947 pełnił funkcję jej przewodniczącego.
Augusto Giacometti spoczywa na cmentarzu w Borgonovo, w gminie Bregaglia.